# یواس‌اس نایتینگل (ای‌ام‌سی-۱۸)
یواس‌اس نایتینگل (ای‌ام‌سی-۱۸) (به انگلیسی: USS Nightingale (AMc-18)) یک کشتی بود که طول آن ۸۳ فوت ۲ اینچ (۲۵٫۳۵ متر) بود. این کشتی در سال ۱۹۳۴ ساخته شد.